# Gabriel-Ioan Avrămescu
Gabriel-Ioan Avrămescu (n. 21 februarie 1980, Galați, România) este un deputat român, ales în 2020 din partea PNL. 